# Цуккино, Дэвид
Дэвид Цуккино (англ. David Zucchino, род. 14 ноября 1951 года) — американский репортёр и двукратный лауреат Пулитцеровской премии в номинациях «За очерк» и «За нехудожественную литературу». Первой награды журналист был удостоен в 1989 году, когда работал для The Philadelphia Inquirer, второй — в 2021 году, когда был ближневосточным корреспондентом The New York Times.

## Биография
Дэвид Цуккино окончил среднюю школу Терри Сэнфорда в Фейетвилле. После выпуска из Университета Северной Каролины в Чапел-Хилле он начал свою карьеру в Raleigh News & Observer. В 1981 году журналист присоединился к The Philadelphia Inquirer. За двадцать лет работы в издании он освещал события на Ближнем Востоке и в Африке, Чечне и бывшей Югославии. Параллельно в 1984 году он присоединился к The New York Times, для которого в 1994-м некоторое время работал как ответственный редактор. Также в разное время он возглавлял филиалы The Philadelphia Inquirer в Бейруте, Ливане, Найроби, Кении и Йоханнесбурге.
За свою карьеру он некоторое время преподавал журналистику, а с начала 2000-х работал иностранным и национальным корреспондентом Los Angeles Times, фокусируясь на повестке в Афганистане, Ираке и Ливии. Всего он освещал войны и гражданские конфликты более чем в двух десятках стран. Цуккино покинул издание в 2015 году и к лету 2021 года числился репортёром The New York Times в Афганистане, намереваясь продолжать работу в регионе после вывода американских войск до «горького конца».

## Награды и книги
Цуккино — четырёхкратный финалист Пулитцеровской премии за освещение событий в Ливане, Африке, Ираке и Филадельфии. В 1989 году он был удостоен своей первой награды в категории «За очерк» после серии репортажей «Быть чёрным в Южной Африке».
Журналист является автором трёх книг: «Миф о королеве благосостояния» (англ. Myth of the Welfare Queen, 1997); «Поток грома: вооружённая стачка по захвату Багдада» (англ. Thunder Run: The Armored Strike to Capture Baghdad, 2004) и «Ложь Уилмингтона: смертоносный переворот 1898 года и подъём белого превосходства» (англ. Wilmington's Lie —  The Murderous Coup of 1898 and the Rise of White Supremacy, 2020). Последняя из них повествует о свержении избранных властей города с темнокожим большинством в Северной Каролине в постреконструкционный период, которое распутывает сложный процесс динамики власти. По мнению автора, случай стал единственным успешным переворотом против американского правительства. В статье для Time он сообщает: 

 «Один из самых ужасающих примеров вспыхнул более века назад, когда солдаты и полиция, выступавшие за превосходство белой расы, помогли выследить и убить по меньшей мере 60 чернокожих.»
 В 2021 году произведение было отмечено Пулитцеровской премией за нехудожественную литературу, названо лучшей книгой месяца по версии Amazon и «книгой недели» в трёх изданиях — Publishers Weekly, New York Post и Literary Hub. Позднее автор неоднократно представлял тему на радио и университетских конференциях.